# Felsőszölnöki miseút

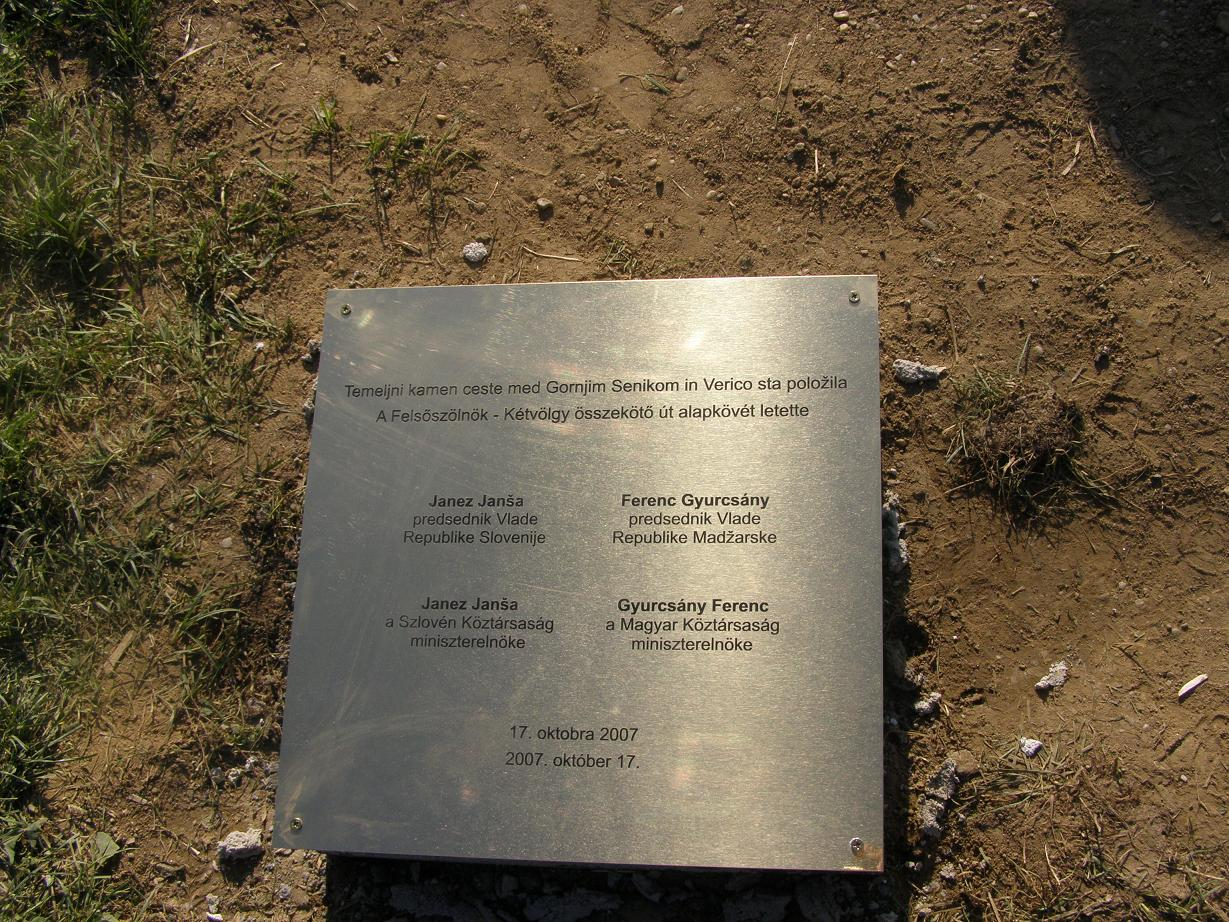
Az alapkő

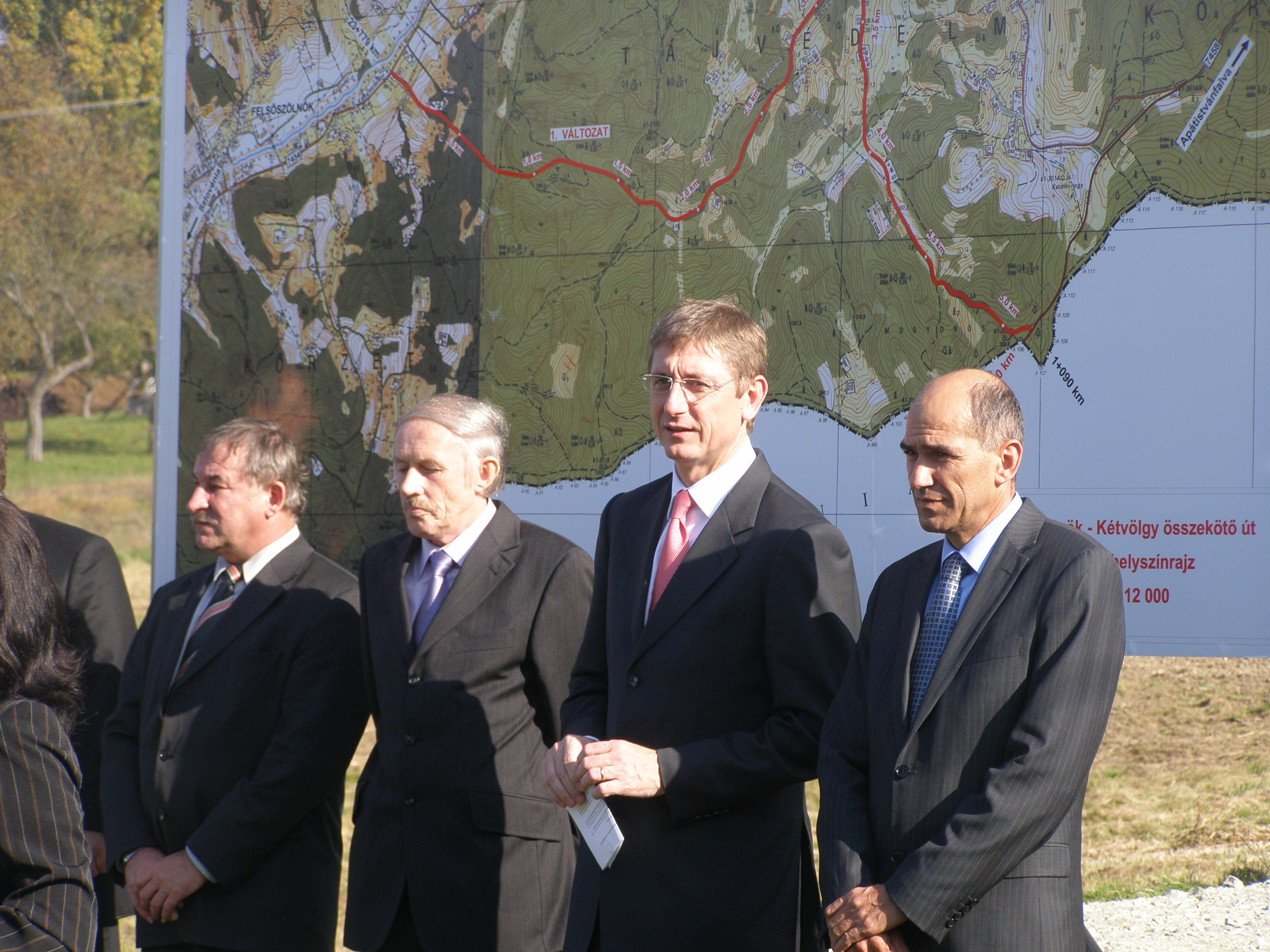
Gyurcsány Ferenc és Janez Janša a projekt táblája előtt

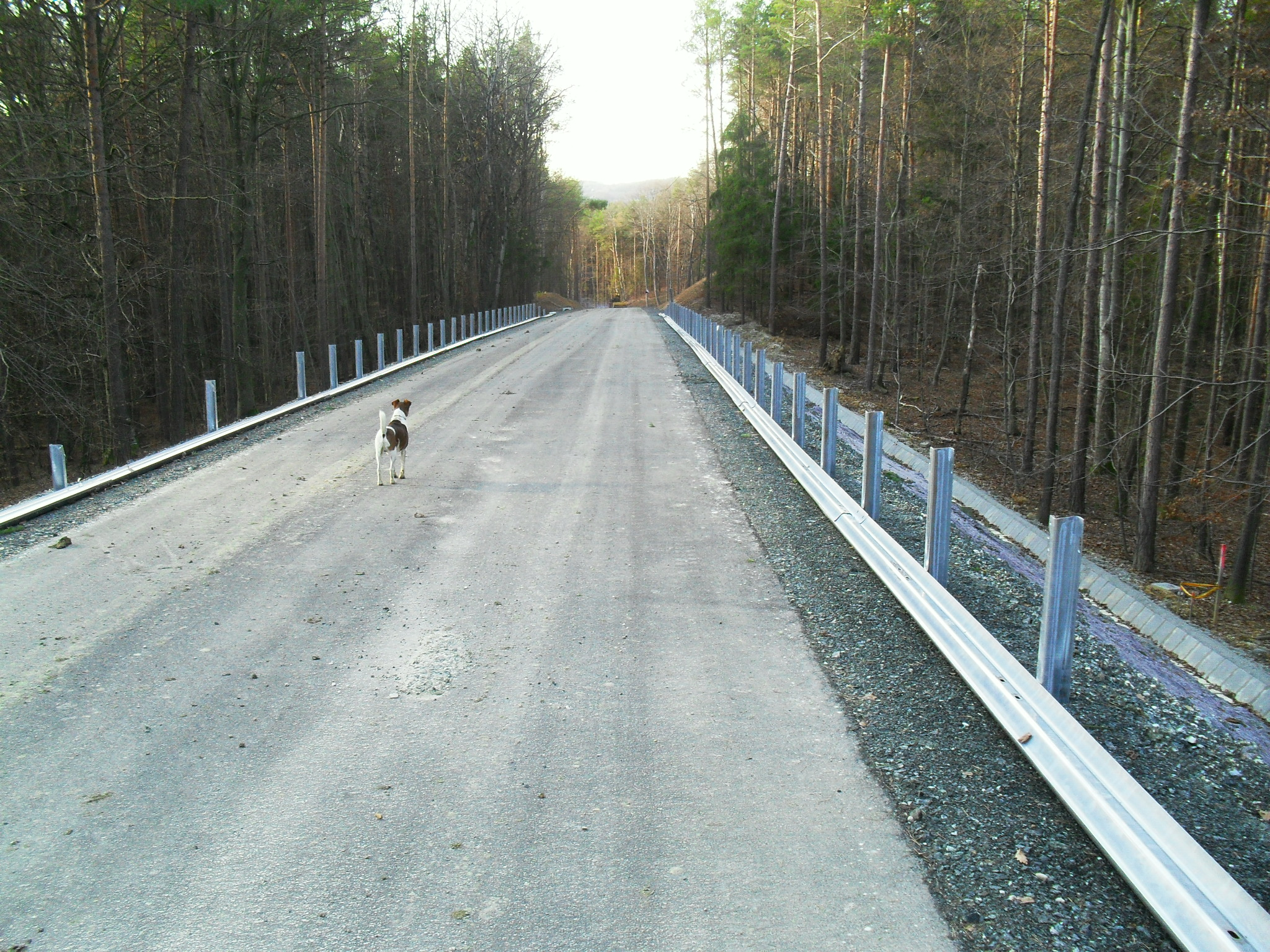
A miseút aszfaltozása a befejezéséhez közelít 2013. november végén.

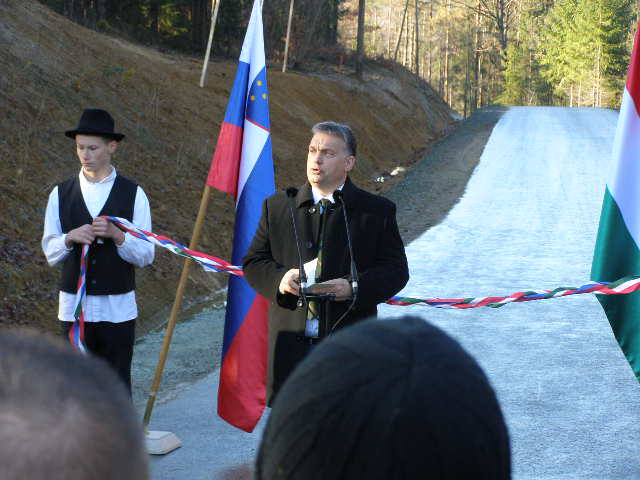
Orbán Viktor miniszterelnök humorosan úgy fogalmazott, hogy a miseút építésére bár ígéretek történtek, de aztán nomen est omen, a miniszterelnök szavai szerint mintha mise-m történt volna.

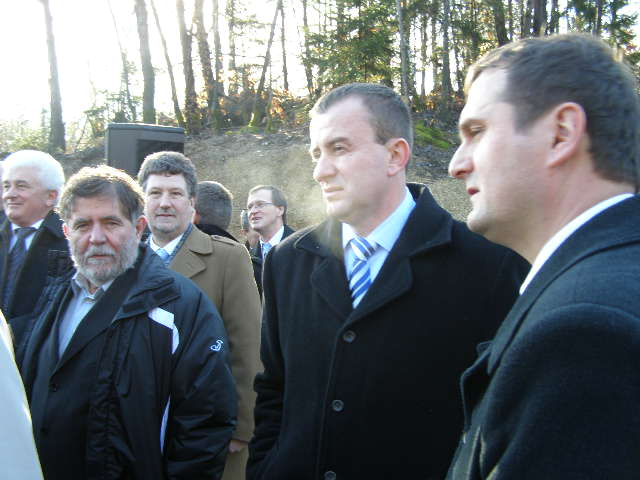
Jobb szélen Kétvölgy község polgármestere Doncsecz András Bálint, mellette felsőszölnöki kollégája Ropos Gábor, mögöttük Huszár Gábor szentgotthárdi polgármester. A környék polgármestereit is többször támadták az útépítés ellenzői, miszerint könnyelműen hozzájárulnak és támogatnak egy megengedhetetlen projektet. Az átadáson Göncz László, a muravidéki magyarok vezetője is tiszteletét tette (bal szélen).

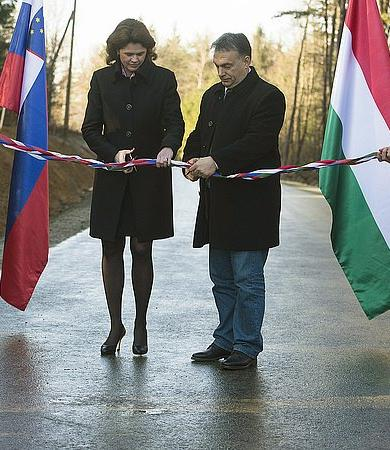
Alenka Bratušek és Orbán Viktor az átadás megpecsételéseként átvágják a szlovén és magyar nemzetiszínű szalagot, ezzel a miseút hivatalosan is használatba kerül.

A Felsőszölnöki miseút a Vas vármegye legnyugatibb részén fekvő Felsőszölnök és Kétvölgy közötti erdei út nyomvonalán kiépített, 2014. január 10-én átadott közút.  Közlekedési jelentősége a Szlovénia és Magyarország, valamint a két település szomszédsági kapcsolatainak lerövidítésében, Szentgotthárd érintése nélküli biztosításában nyilvánul meg.
A 2000-es évek elején merült fel komoly igény az út bővítésére, elsődlegesen a nemzetiségi kapcsolatok és a turizmus céljait szem előtt tartva.
A 7454-es út felsőszölnöki szakaszától Kéthely felé induló, 5,1 kilométeres út kivitelezése 2013 márciusában kezdődött el és a célja a 25 kilométeres kerülő, 40 perces utazás jelentős lerövidítése volt a két szomszédos falu között.

## Története
Ritkaháza községet 1919-ben a Szombathelyi egyházmegye a felsőszölnöki plébániához csatolta. Ezen az útvonalon, a miseúton (vend nyelven: cerkevna paut) jártak át a ritkaházai lakosok a templomba. Ez az út évszázadok természetes kapcsolatot jelentett nemcsak a két település, hanem a Vendvidék és Stájerország között is. Az állandó kapcsolat révén a lakosság kis számú migrációja is folyt, a két falu lakói között gyakoriak voltak a házasságkötések, áttelepülések.
A ritkaházi gazdasági életet szintén befolyásolta a nagyobb Felsőszölnök elérhetősége munkavállalás, illetve a közintézmények elérése szempontjából. Az útszakasz kiépítését már az első világháború körüli időkben is eltervezték, sőt az akkori politikusok nyíltan megígérték a településeknek a hatékony összeköttetés kialakítását. Ezt több ok miatt elnapolták: vagy az Apátistvánfalva és Szentgotthárd közötti szakasz kiépítése okán, vagy a válságok okozta pénzhiány ürügyén, utóbb a második világháború tette ezt lehetetlenné.
Ritkaháza és Permise falvak egyesítésével (és Kétvölgy létrehozásával) a miseút jelentősége csökkent, miközben a határsávban fekvő vidék elszigetelődése megkezdődött.
1987-től Ritkaháza lakosai Apátistvánfalvára jártak már templomba, jóllehet a hivatalos adatok szerint egyházilag még ma is Felsőszölnök részei, de a miseút ezzel feleslegessé vált és ezzel az eseménnyel a két falu gyakorlatilag elszigetelődött egymástól. A lakók is ritkán vették igénybe az útvonalat, mivel a domboldalban induló és lejtőben végződő, burkolat nélküli út az erdőn vezetett keresztül, személygépkocsival járhatatlan volt. Számos helyen az utat a lezúduló csapadék - elvezető árok hiánya - mélyen kimosta.
1998-ban újra felvetődött a két falut összekötő állandó aszfalt út megtervezésének és kivitelezésének lehetősége, ez ellen azonban a szombathelyi Kerekerdő Alapítvány masszív kampányt kezdett, melynek során a Felsőszölnök lakóit is az út ellen agitálták.
Az alapítvány 2005-ben levelet írt az Őrségi Nemzeti Park igazgatójának, melyben újra felpanaszolták sérelmeiket, és megerősítették támogatásuk hiányát. Javaslatuk szerint az erdei szakaszokon vékonyabb úttestet támogatnának, vagy egy elkerülő rész Szlovénia beiktatásával.
A Kerekerdő Alapítvány a Zengői lokátorépítéssel felmerült botrányhoz hasonlítja a felsőszölnöki út tervét, és kijelentése szerint kész jogi úton is fellépni az építkezés megkezdése ellen. Az alapítványhoz csatlakozott egy másik szombathelyi, illetve egy győri és két budapesti zöld szervezet is.
2006-ban a két település önkormányzata a miseút két rövidebb szakaszára pályázott az Interreg programban, amelyet nem nyertek el.
2007. október 17-én a magyar kormány kezdeményezésére Lendván szlovén-magyar kormányülést hívtak össze, erről a két kormányfő Felsőszölnök érintésével utazott tovább az ülés folytatására, Szentgotthárdra. Gyurcsány Ferenc és Janez Janša a faluban letette az új út alapkövét, melyet a miseút és a falu főútvonalának találkozásánál helyeztek el. A tervek szerint az út 2008 végére készült volna el 300 000 000 forintos költségvetéssel, lecsökkentve a két falu közötti mostani kerülővel 30 km-es távot 5,1 km-re.
2009 júniusában a tervek elkészültek és elkezdődött az engedélyeztetési eljárás is, de további lépések a kivitelezés megkezdésére nem történtek. Fellegi Tamás fejlesztési miniszter 2011 márciusában, egy képviselői interpellációra adott válaszként úgy nyilatkozott, hogy jelenleg nem áll rendelkezésre a beruházásra költhető anyagi forrás, ennek előteremtése egyedi kormányzati döntést igényelne. Még pozitív döntést és rendelkezésre álló anyagiakat feltételezve is a tényleges kivitelezés legkorábban 2012-ben kezdődhetne el.
2012 végén elindultak a területen a telekkisajátítások, mely az útépítés kezdetét jelenti, habár a folyamat lassan haladt.
2013. január 18-án a Swietelsky Magyarország Kft. átvette a munkaterületet. Az út átadását 2013 végére képzelték el. A beruházás költsége 728,3 millió forint volt. A munkálatokat március 18-i időponttal kívánták megkezdeni, de a hirtelen jött rossz idő miatt későbbre halasztották és ez megint lelassította a munkát. Az áprilisi enyhülést követően viszont újból megkezdődhetett az útépítés céljából kitermelendő fák kivágása. Előzőleg Ritkaháza irányából termelték ki a fákat, majd ezt Felsőszölnökről folytatták és így haladtak a völgy belsejébe, közben a fák tuskóit is eltávolítják. Ezen munkák végeztével mélyítették a nyomvonalat, bizonyos szakaszokat feltöltöttek, kialakították az vízelvezetők átfolyóit, majd megtörtént a bazaltréteg terítése is.
A Védegylet nyomására a Pesti Központi Kerületi Bíróság szeptember 25-én felfüggesztette az útépítést. A projektet felügyelő Nemzeti Infrastruktúra Zrt. is fellebbezést nyújtott, be a döntés ellen. A másodfokú bíróság december 4-ei jogerős végzésében a Védegyletnek, mint felperesnek az út építésének felfüggesztése céljából kezdeményezett, ideiglenes intézkedés elrendelése iránti kérelmét az elsőfokú bíróság döntését megváltoztatva elutasította, ami azt jelentette, hogy az út építése jogszerűen folytatható volt, függetlenül attól, hogy a per még nem zárult le.
November második felében teljesen elkészült az aszfaltburkolat a két falu között, ezt pedig már igénybe is lehetett venni. Decemberben az árkolási munkák, az útpadka kialakítása, a jelzőtáblák kihelyezése is megtörtént.
Az átadásra Orbán Viktor miniszterelnök és Alenka Bratušek szlovén miniszterelnök jelenlétében 2014. január 10-én került sor.

### Konfliktusok a miseút körül
Két-három telektulajdonos az útépítés ellen, a munkálatok megkezdésekor eleinte magánjellegű tiltakozást indított, de felhívásaik nyomán más személyek és szervezetek is csatlakoztak hozzájuk. 2013 májusában a Védegylet elnevezésű civilszervezet pert indított, hogy ezen úton próbálhassa megakadályozni a zajló útépítést, mivel szerintük a kétvölgyi erdők teljes kiirtása zajlik, illetőleg lejártak az engedélyek. A per időtartama alatt a bírótól az útépítés felfüggesztését kérték, erre a Fővárosi Törvényszék azonban nem adott módot az engedélyek és a tanulmányok ismeretében. A Védegylet a korábbi években többször támadta még az Őrségi Nemzeti Parkot is, mert az szerintük nem védi, hanem pusztítja a természetet. A vendvidéki lakosság többnyire támogatja az út megépítését, a többi ember tartózkodva fogadja, de nem is ellenzi. Viszonylag igen kevés azon helybeliek száma, akik ellenzik az út kiépülését a két település között. Több helybeli az interneten különféle módon törekszik reagálni az útépítéssel kapcsolatos negatív állításokra és vádakra.
Az elhúzódó viták miatt és a felmerült kételyek, valamint egyéb állítások tisztázása érdekében szeptember 20-án sajtótájékoztató történt a megyei lapban a Vas Népében.
A Védegylet nyomására a Pesti Központi Kerületi Bíróság szeptember 25-én felfüggesztette az útépítést. A helyiek mély felháborodással fogadták a döntést, ám nem sokkal később Szentgotthárdon, a magyar-szlovén kisebbségi vegyes bizottság 14. ülésén a magyar kormány megígérte, hogy elősegíti jogi eszközökkel az útépítés folytatását. A projektet felügyelő Nemzeti Infrastruktúra Zrt. is fellebbezett, így csak ennek elbírálása után léphet életbe a jogerős bírói végzés. Ennek köszönhetően a munkásoknak nem kellett még elhagyniuk az építési területet és befejeződhettek a kivitelezési a munkák.
Doncsecz András kétvölgyi polgármester úgy értékelte, hogy a Védegylet vádjai a természetkárosításról, illetve a lejárt engedélyekről nem állnak meg. Az útépítést csak azok ellenzik, akik életvitelszerűen nem élnek a településen, mindössze egy nyaralójuk van. Az ellenző Védegylet szervezet a sajtóban is nyilvánosan tagadja, hogy ez az út korábban létezett volna, ez viszont mély felháborodással tölti el a falubelieket, akik állításuk szerint messzemenően jobban ismerik saját településüket.
Orbán Viktor avatáskori beszédében így utalt a vitákra: „Beleütköztünk fafejű bürokratákba, beleütköztünk fafejű életszerűtlen műszaki szabályozásokba, félreértelmezett környezetvédelmi szempontokba...”
Végül a másodfokú bírósági döntés halasztó hatályának hiányában 2014. januárjára az útépítés befejeződött. A bírósági eljárási szakasz az út átadásától függetlenül zajlik.